# POLR2D
POLR2D (англ. RNA polymerase II subunit D) – білок, який кодується однойменним геном, розташованим у людей на короткому плечі 2-ї хромосоми.  Довжина поліпептидного ланцюга білка становить 142 амінокислот, а молекулярна маса — 16 311.
| 10         |  | 20         |  | 30         |  | 40         |  | 50         |
| ---------- |  | ---------- |  | ---------- |  | ---------- |  | ---------- |
| MAAGGSDPRA |  | GDVEEDASQL |  | IFPKEFETAE |  | TLLNSEVHML |  | LEHRKQQNES |
| AEDEQELSEV |  | FMKTLNYTAR |  | FSRFKNRETI |  | ASVRSLLLQK |  | KLHKFELACL |
| ANLCPETAEE |  | SKALIPSLEG |  | RFEDEELQQI |  | LDDIQTKRSF |  | QY         |

A: Аланін

C: Цистеїн

D: Аспарагінова кислота

E: Глутамінова кислота

F: Фенілаланін

G: Гліцин

H: Гістидин

I: Ізолейцин

K: Лізин

L: Лейцин

M: Метіонін

N: Аспарагін

P: Пролін

Q: Глутамін

R: Аргінін

S: Серин

T: Треонін

V: Валін

Задіяний у такому біологічному процесі як транскрипція. 
Локалізований у ядрі.